# شیشه (عمان)
 شیشه  (در عربی:  اَلشیشةَ )، نام روستایی است از توابع شهرستان خصب در شبه‌جزیره و استان مسندم در کشور پادشاهی عمان . این روستا در داخل کوه واقع شده‌است. روستا درپایهٔ زنجیره کوه حجر در منطقه رؤوس الجبال مسندم واقع شده‌است.

## جمعیت
جمعیت آن ۵۵ نفر (۶ خانوار) است که از اهل سنت و شافعی مذهب هستند. شغل مردم روستا دامداری و کشاورزی است.

## چشمه آب شیرین
در این روستا تعدادی چشمهٔ آب شیرین وجود دارد و از لحاظ کشاورزی روستای تقریبا بارونقی است.